# 董俊姿
董俊姿（1981年—）中国企业家，长宁工商联副主席；西湖大学荣誉董；君裕集团创始人、董事长兼CEO；曾任贝泰妮联合创始人。

## 生平
1981年1月生人，畢業於復旦大學工商管理专业。
2012年，联合创立贝泰妮集团，并创造了护肤品品牌“薇诺娜”，而后于2022年离职。 
2021年，获得中欧商学院工商管理学学位。
2023年，创立君裕集团。

## 财富
2021年，董俊姿以财富34亿元入选胡润百富榜。